# Beat the Boots II
Beat the Boots II box set je američkog glazbenika Franka Zappe, koji izlazi u lipnju 1992.g. Set je bio dostupan na svim formatima, LP, kazeta i CD i sadrži materijal iz 1968. – 1978. Obuhvaća i materijali Swiss Cheese / Fire!  s koncerta u Montreuxu, iz 1971.g. kada mu je vatra uništila svu opremu i inspirirala članove sastava Deep Purple da napišu skladbu "Smoke on the Water".

## Popis pjesama
Sve pjesme napisao je Frank Zappa, osim gdje je drugačije naznačeno.

### Disconnected Synapses
Disconnected Synapses sniman u Palais Gaumont, Pariz 15. prosinca 1970.
1. "Penis Dimension" – 11:15
2. "The Air" – 3:54
3. "The Dog Breath/Mother People" – 4:22
4. "You Didn't Try to Call Me" – 3:34
5. "King Kong" – 31:38
6. "Who Are the Brain Police?" – 6:30

### Tengo Na Minchia Tanta
Tengo Na Minchia Tanta sniman u Fillmore East, New York City 13. studenog 1970.
1. "Does This Kind of Life Look Interesting to You?" – 0:49
2. "A Pound for a Brown (On the Bus)" – 7:26
3. "Sleeping in a Jar (with extensions)" – 4:34
4. "Sharleena" – 4:31
5. "The Sanzini Brothers" – 0:32
6. "What Will This Morning Bring Me This Evening?" – 4:35
7. "What Kind of Girl Do You Think We Are?" – 5:00
8. "Bwana Dik" – 1:45
9. "Latex Solar Beef" – 1:00
10. "Daddy, Daddy, Daddy" – 2:46
11. "Little House I Used to Live In" – 4:04
12. "Holiday in Berlin" – 4:36
13. "Inca Roads/Easy Meat" – 7:16
14. "Cruising for Burgers" – 2:45

### Electric Aunt Jemima
Electric Aunt Jemima materijal na albumu varira u datumu snimanja: skladbe 1, 2, 5 i 7 dolaze iz The Dog, Denver, Colorado, 3. svibnja 1968.; skladbe 3 i 6 iz Concertgebouw, Amsterdam, 20. listopada 1968. i skladba 4 iz, Essen, Germany, 28. rujna 1968.
1. "Little House I Used to Live In/Dog Breath Variations/Blue Danube Waltz/Hungry Freaks Daddy" – 14:30
2. "whät" – 3:53
3. "Dog Breath" – 2:10
4. "King Kong" – 16:30
5. "Trouble Every Day" – 5:59
6. "A Pound for a Brown (On the Bus)" – 8:36
7. "English Tea Dancing Interludes/Plastic People/King Kong/America Drinks/Wipe Out" – 12:00

### At the Circus
Sve skladbe na At the Circus snimane su u Circus Krone, Munich, 8. rujna 1978., osim skladbi 6 i 7, koje su snimane u VPRO TV, Uddel, Netherlands 18. lipnja 1970.
1. "A Pound for a Brown (On the Bus)" – 2:15
2. "Baby Snakes" – 2:05
3. "Dancin' Fool" – 3:15
4. "Easy Meat" – 4:39
5. "Honey, Don't You Want a Man Like Me?" – 4:32
6. "Mother People" – 2:40
7. "Wonderful Wino" – 5:41
8. "Why Does It Hurt When I Pee?" – 2:21
9. "Seal Call Fusion Music" – 3:12
10. "Bobby Brown" – 2:53
11. "I'm On Duty" – 1:52
12. "Conehead" – 5:31

### Swiss Cheese / Fire!
Swiss Cheese i Fire! snimani su u Casino, Montreux, Switzerland, 4. prosinca 1971. Swiss Cheese uključuje skladbe 1 do 5, a  Fire! skladbe 6 do 11.
1. "Intro" – 14:21
2. "Peaches En Regalia" – 3:27
3. "Tears Began to Fall/She Painted Up Her Face/Half-a-Dozen Provocative Squats" – 5:59
4. "Call Any Vegetable" – 9:55
5. "Anyway the Wind Blows" – 3:44
6. "Magdalena/Dog Breath" – 9:49
7. "Sofa" – 18:06
8. "A Pound for a Brown (On the Bus)" – 7:07
9. "Wonderful Wino/Sharleena/Cruisin' for Burgers" – 12:37
10. "King Kong" – 1:24
11. "Fire!" – 1:55

### Our Man in Nirvana
Our Man in Nirvana, Fullerton, California 8. studenog 1968.
1. "Feet Light Up" – 1:16
2. "Bacon Fat" (Andre Williams) – 4:58
3. "A Pound for a Brown on the Bus" – 8:26
4. "Sleeping in a Jar" – 17:16
5. "The Wild Man Fischer Story" (Larry Fischer) – 3:28
6. "I'm the Meany" (Fischer) – 2:02
7. "Valarie" (Clarence Lewis, Bobby Robinson) – 2:17
8. "King Kong" – 30:59

### Conceptual Continuity
Conceptual Continuity snimano u Cobo Hall, Detroit, Michigan 19. studenog 1976.
1. "Stinkfoot" – 17:58
  - "The Poodle Lecture"
  - "Dirty Love"
  - "Wind Up Workin' In a Gas Station"
2. "The Torture Never Stops" – 21:09
  - "City of Tiny Lights"

## Vanjske poveznice
- Lyrics:
  - Disconnected Synapses
  - Tengo Na Minchia Tanta
  - Electric Aunt Jemima
  - At the Circus
  - Swiss Cheese/Fire!
  - Our Man in Nirvana
  - Conceptual Continuity
- Detalji o izlasku albuma